# Гардо, Мелоди
Ме́лоди Гардо́ (англ. Melody Gardot), р. 2 февраля 1985, Нью-Джерси, США — популярная джазовая певица и композитор.

## Биография
Гардо начала заниматься музыкой с 9 лет: фортепиано и гитара. В 16 она начала играть в ночном клубе — по пятницам и субботам, по четыре часа — Джорджа Гершвина, Дюка Эллингтона, Пегги Ли, Стэна Гетца.
В 19 лет Гардо на велосипеде попала под колеса автомобиля. В результате аварии она получила травму позвоночника, тяжёлую черепно-мозговую травму и множество переломов костей таза.
Находясь в больнице, Мелоди по совету врачей стала заниматься музыкальной терапией. Эта терапия стала не только первым шагом к выздоровлению Гардо, но и к взлёту её карьеры как певицы и композитора: ещё не имея возможности самостоятельно передвигаться по больничной палате, она записала альбом «Some Lessons — The Bedroom Sessions» (2005).
В своих интервью Гардо особо подчёркивает, что в это тяжёлое время ей прежде всего помог буддизм.
Бабушка Гардо была польской иммигранткой.
Мать Гардо была фотографом.

## Дискография
- Some Lessons — The Bedroom Sessions (2005)[англ.]
- Worrisome Heart (2008)[англ.]
- Live from SoHo (2009)[англ.]
- My One and Only Thrill [auch als Special Edition mit Bonus-CD: 'Live in Paris'] (2009)[англ.]
- The Absence (2012)[англ.]
- Currency of Man (2015)
- Sunset in the Blue (2020)
- You Never Ask (2022)
- Sayonara Meu Amor (2024)